# 榜山镇
榜山镇是中国福建省漳州市龙海市下辖的一个镇。

## 行政区划
榜山镇共辖19个行政村，分别是：
上苑村、文苑村、南苑村、洋西村、崇福村、雩林村、普边村、翠林村、福河村、北溪头村、园仔头村、榜山村、田边村、芦州村、平宁村、柯坑村、岭口村、梧浦村、长州村、岭口农场。